# Jongi-ui Jip: Gongdonggyeongjeguyeok
종이의 집: 공동경제구역 (en anglès: Money Heist: Korea – Joint Economic Area) és una sèrie de televisió sud-coreana que es va estrenar el 2022. Es tracta d'una adaptació de la sèrie espanyola La casa de papel.
La sèrie dirigida per Kim Hong-sun i escrita per Ryu Yong-jae, és una sèrie original de Netflix, protagonitzada per Yoo Ji-tae, Park Hae-soo, Jeon Jong-seo, Lee Hyun-woo, Lee Won-jong i Park Myung-hoon. Tracta d'una situació de crisi d'ostatges ambientada en una península coreana unificada, en la qual participen un geni estrateg i persones amb diferents personalitats i habilitats.
Els primers 6 episodis es van estrenar el 24 de juny de 2022 en Netflix. Encara no s'ha publicat la data d'estrena dels 6 episodis restants de la temporada.